# Veres Gábor (szobrász)
Veres Gábor (Békés, 1955. október 20. –) szobrász.

## Pályafutása
1970 és 1974 között a szegedi Tömörkény István Művészeti Szakközépiskolában Tóth Sándor, Fritz Mihály, T. Nagy Irén és Kalmár Márton irányításával végezte tanulmányait. 1976–77-ben a szegedi Juhász Gyula Tanárképző Főiskola hallgatója volt matematika–rajz szakon, itt Lelkes István és Szathmáry Gyöngyi voltak a mesterei. 1978-tól 1982-ig a Magyar Képzőművészeti Főiskolán tanult, mestere Szabó Iván volt, 1982 és 1984 között a Magyar Képzőművészeti Főiskola mesterképzését végezte el Borsos Miklós tanítványaként. 1993-tól tanít a Szombathelyi Művészeti Szakközépiskolában, 1996-tól művészeti igazgatóhelyettesként működik. Műveit 1983-tól mutatja be csoportos kiállításokon.
2025-ben a Magyar Érdemrend lovagkeresztjével tüntették ki.

## Köztéri művei
- Tavasz, Ősz (gipsz, 1982, Budapest, Mezőgazdasági Múzeum)
- Ivan Vazov (bronz, mészkő, 1983, Kiskőrös)
- plasztikus térelválasztók, csillárok, falikarok, korlátok (bronz, réz, 1984, Moszkva, Videoton Székház)
- ivókút (bronz és kő, 1985, Kiskőrös, Petőfi tér)
- térelválasztók, világítótestek (krómozott acél, 1985, Székesfehérvár, OTP)
- álló világítótestek (réz és csiszolt üveg, 1986, Budapest, Garancia Biztosító)
- csillárok, pultok, feliratok (üveg és réz, 1986, Budapest, Móricz Zsigmond körtér, MNB fiók)
- belső ötvös munkák (réz és üveg, 1987, Budapest, Mártírok útja, MNB fiók)
- homlokzati felirat és belső ötvösmunkák (réz, 1987, Székesfehérvár, Videoton)
- Fehér Lajos (bronz, 1987, Békés, Mezőgazdasági Szakközépiskola)
- csobogó kút (aranyozott, bronz, kő és réz, 1995, Kőszeg)
- Arany János (bronz és kő portré, 1996, Rábapaty)
- díszkút (bronz és kő, 1996, Baja)
- Szombathelyi székesegyház bronzkapuja (2015, Szombathely)[2]

## Képek

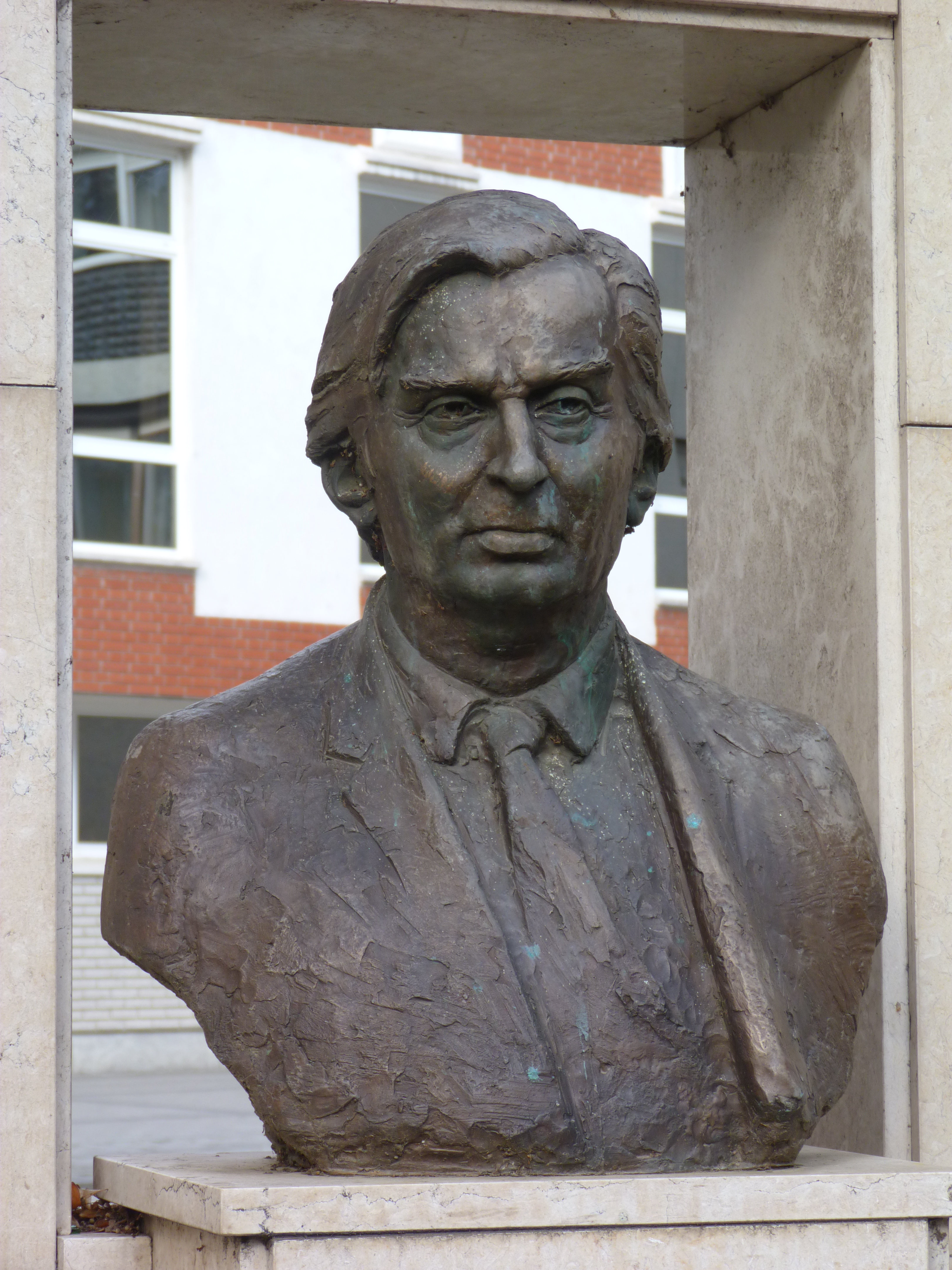
Antall József
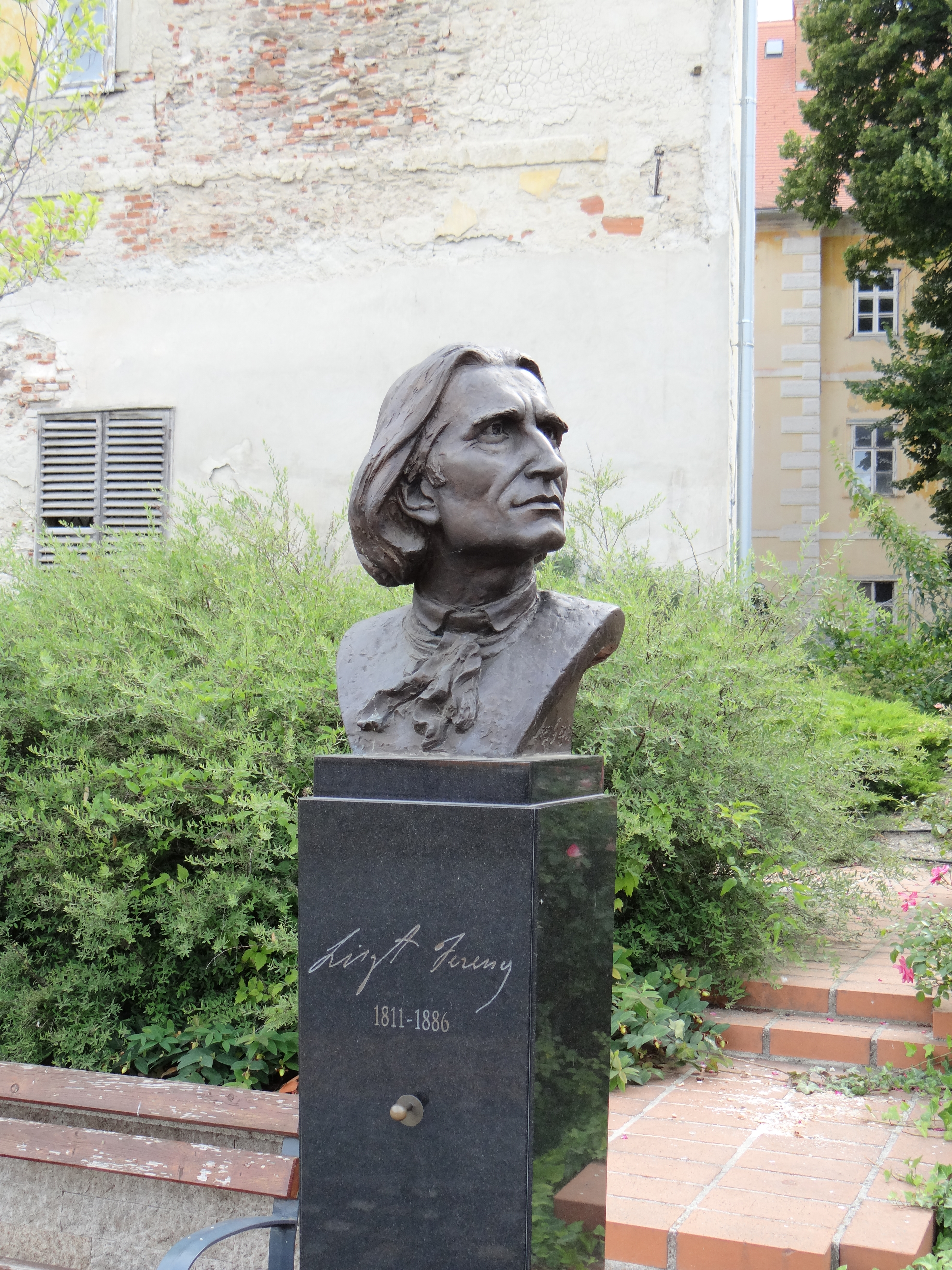
Franz Liszt
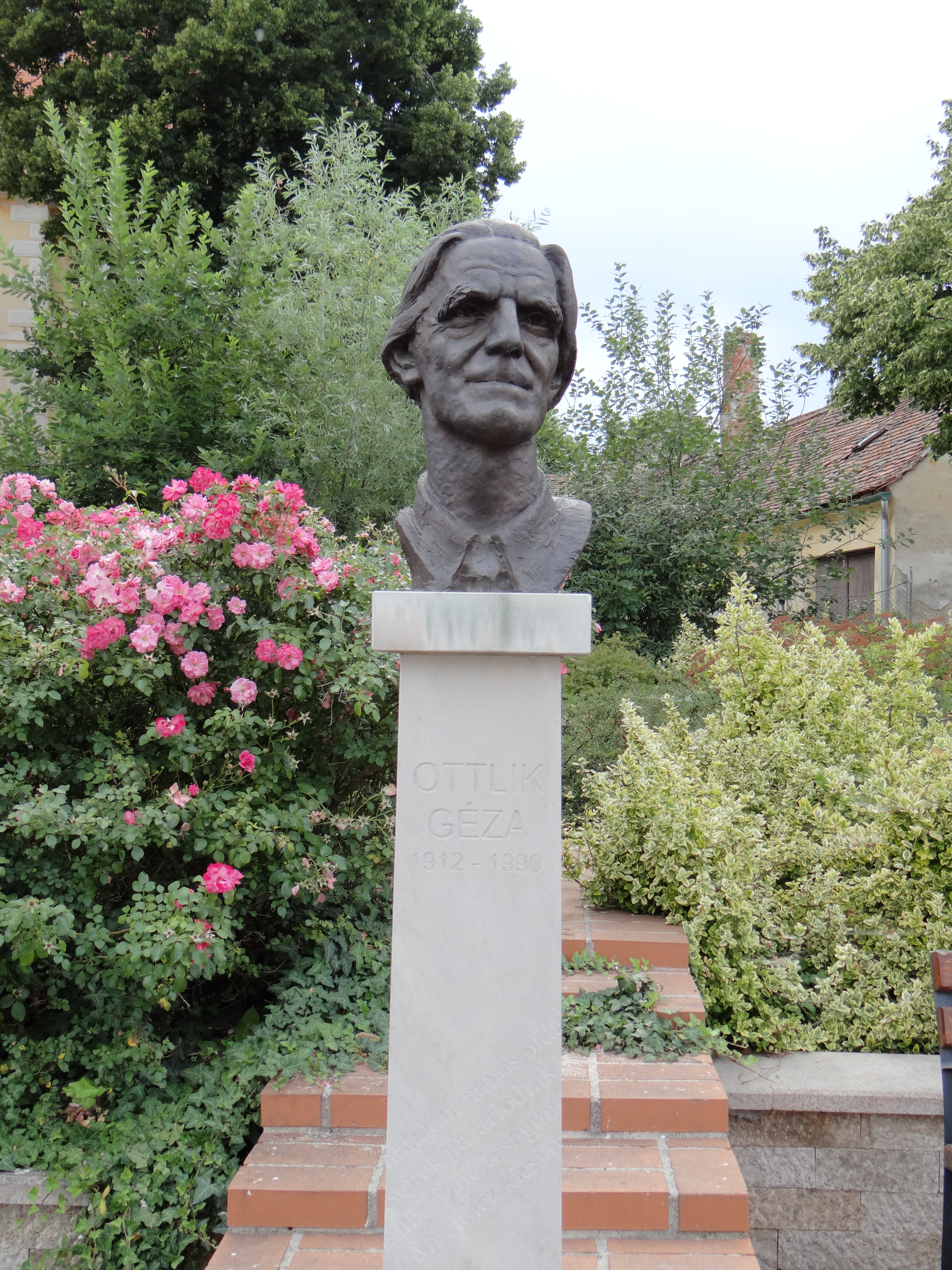
Ottlik Géza
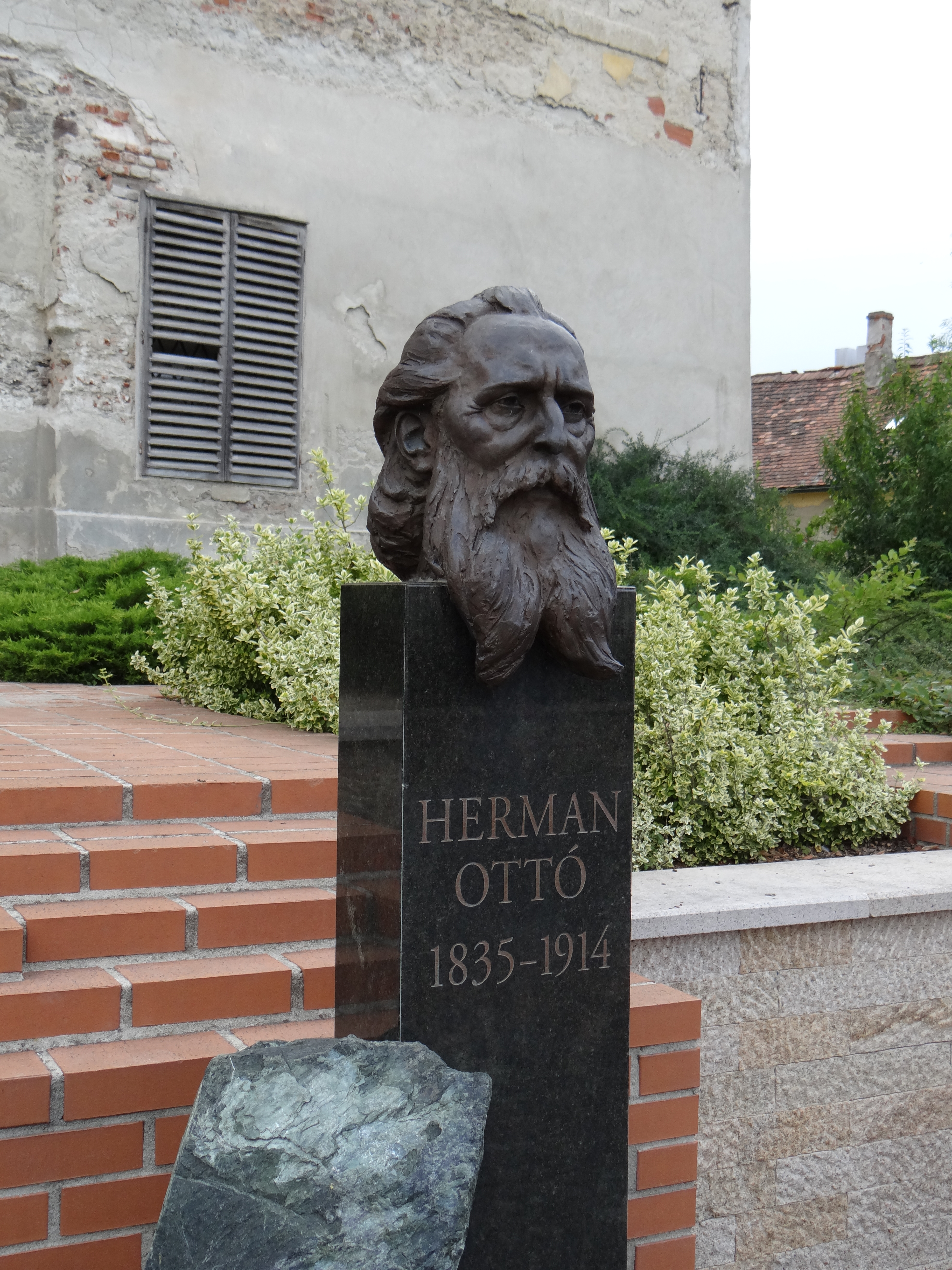
Herman Ottó
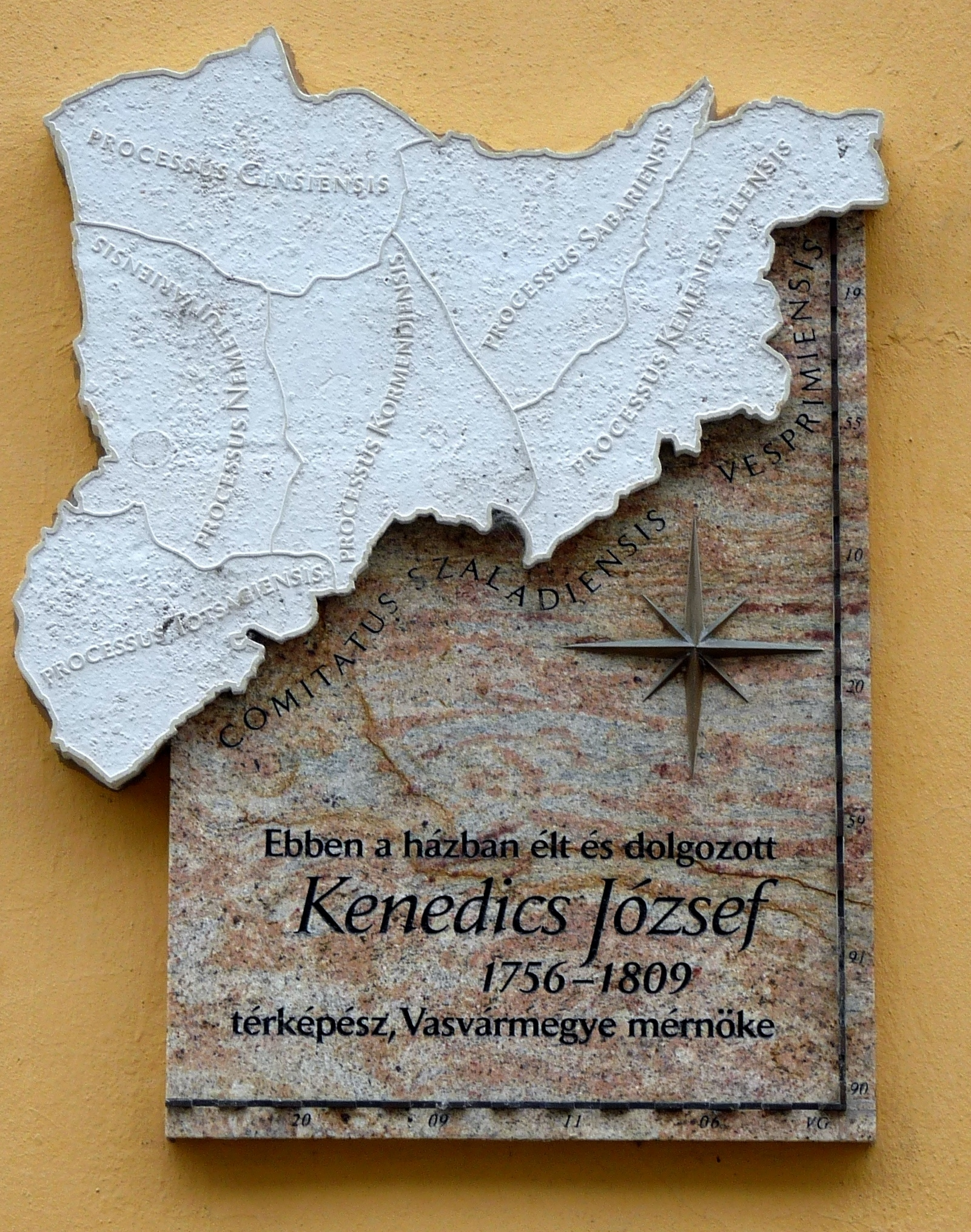
Kenedics József
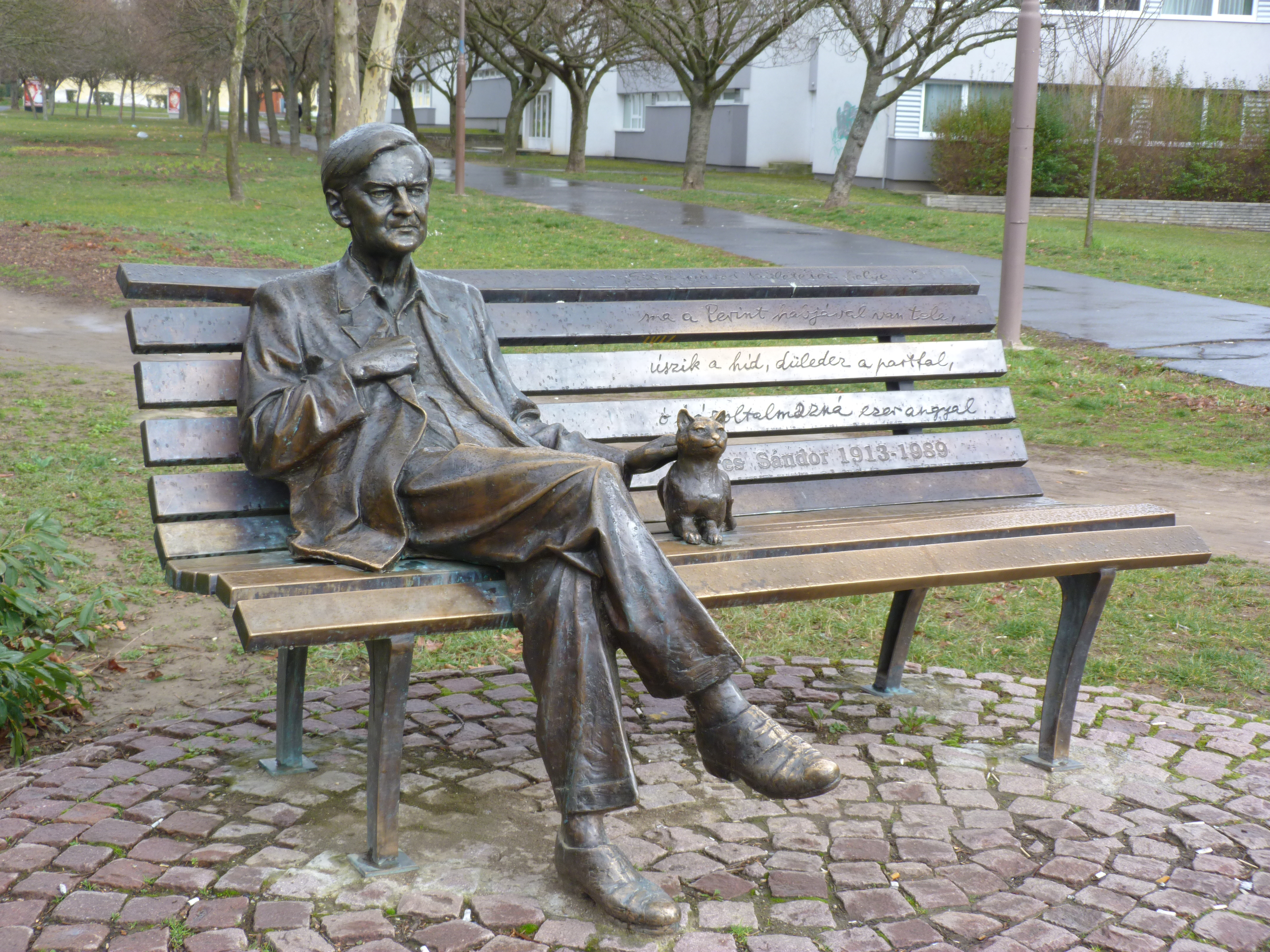
Weöres Sándor
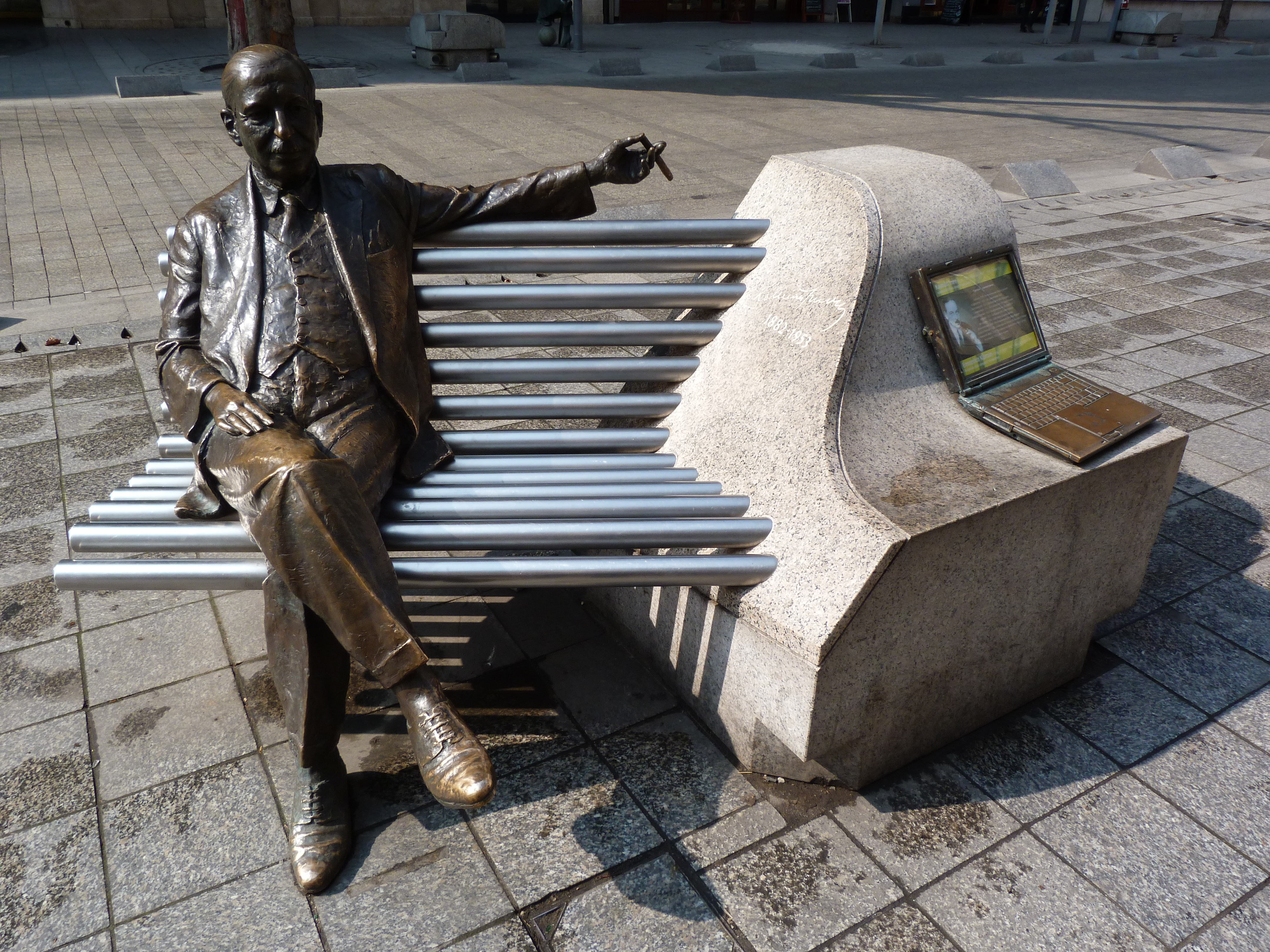
Kálmán Imre
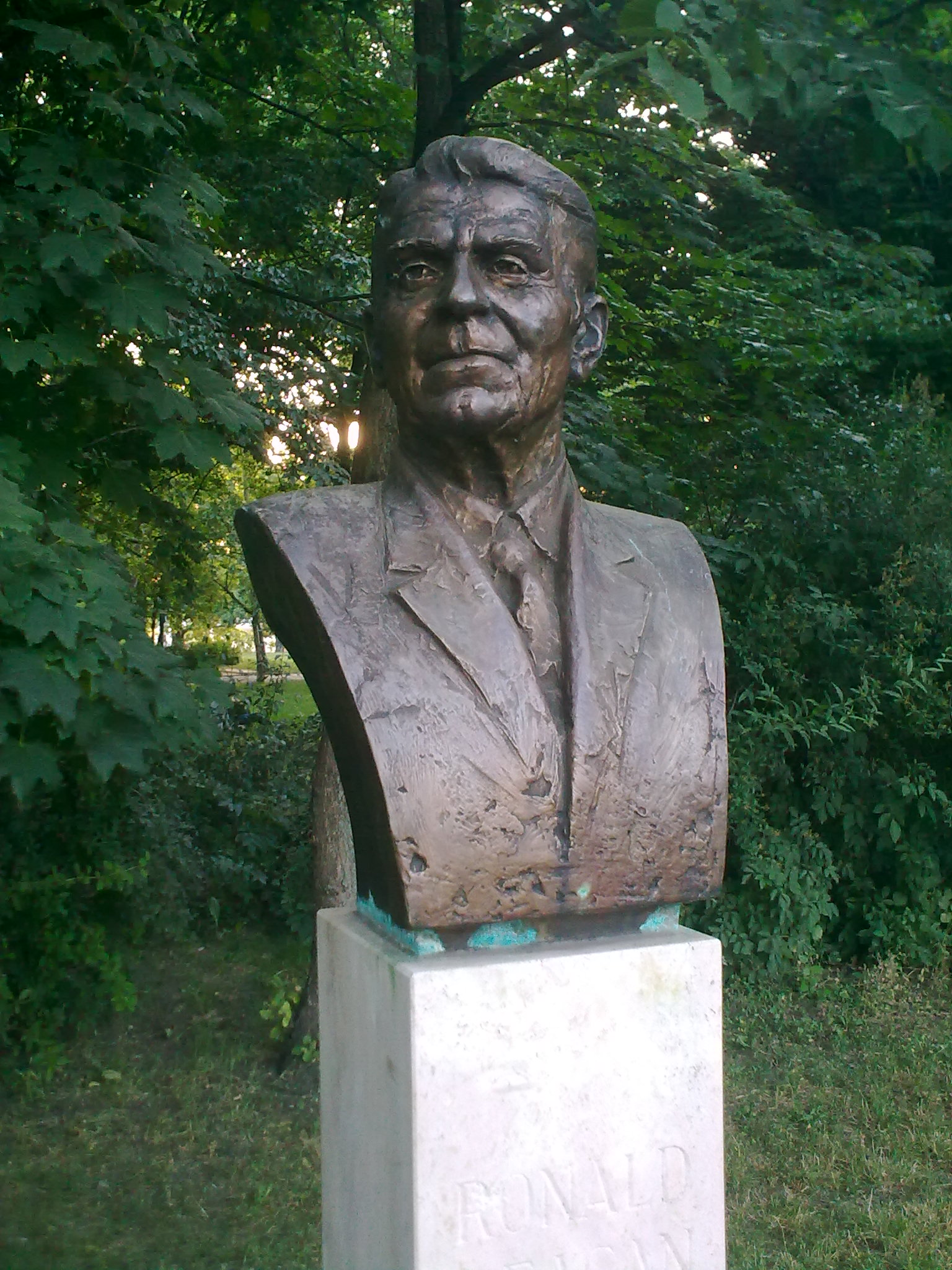
Ronald Reagan
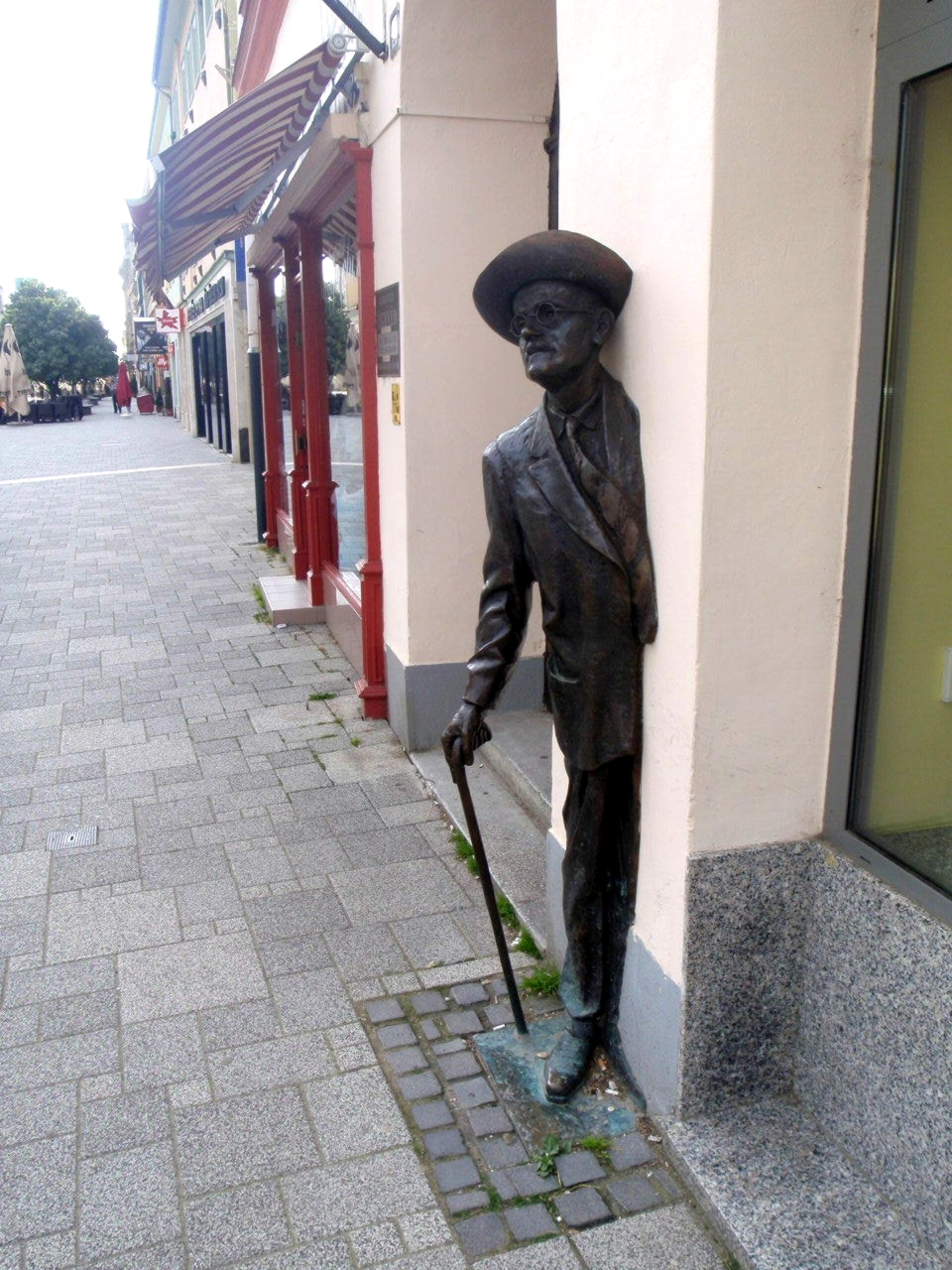
James Joyce